# Warzuszka skalna
Warzuszka skalna (Kernera saxatilis  (L.) Rchb.) – gatunek roślin należący do rodziny kapustowatych. Reprezentuje monotypowy rodzaj warzuszka Kernera. Występuje w górach środkowej oraz południowej Europy, w Polsce w Tatrach i Pieninach. Łacińską nazwę rodzajową nadano roślinie dla upamiętnienia niemieckiego botanika Johana Simona von Kernera.

## Morfologia

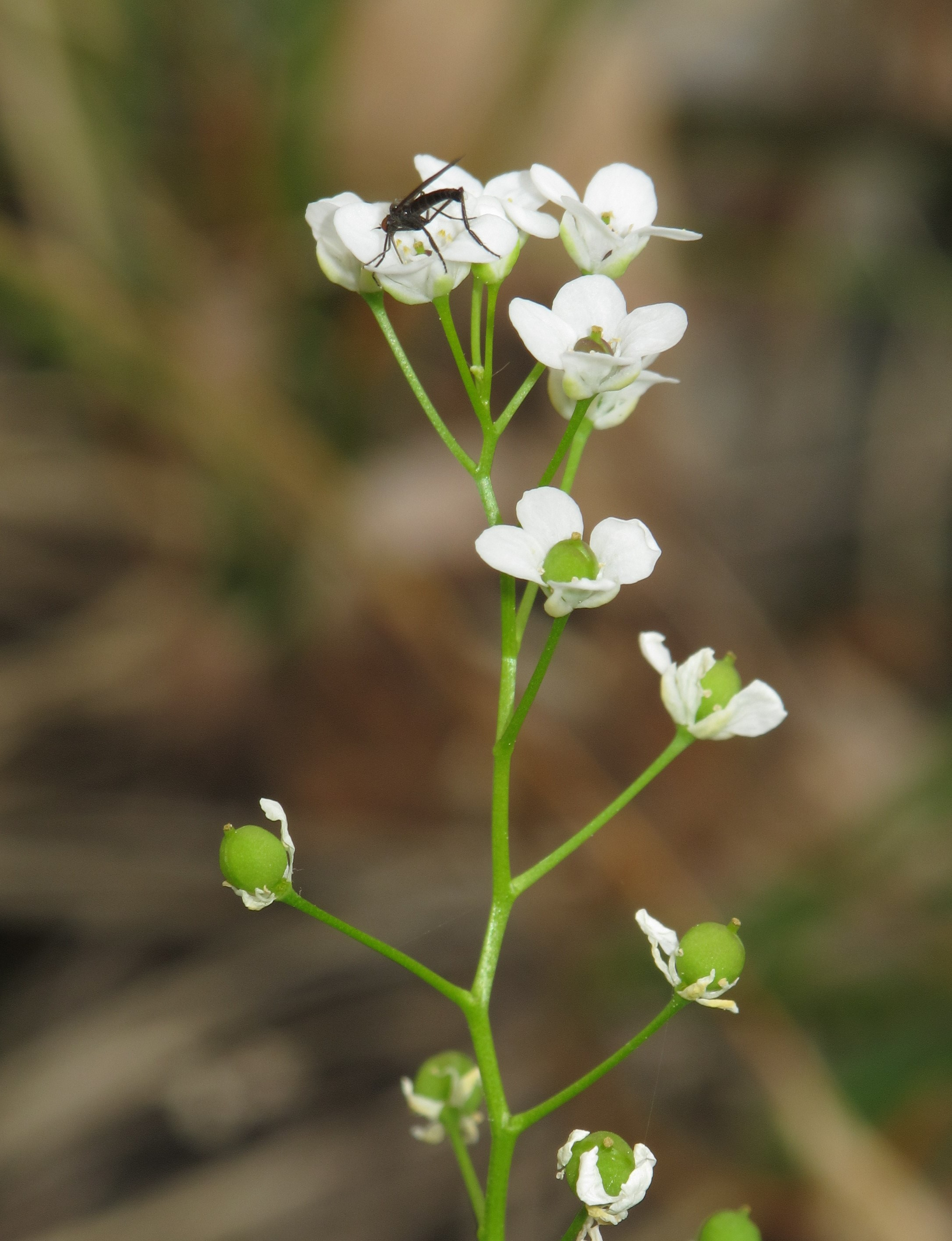
Kwiaty

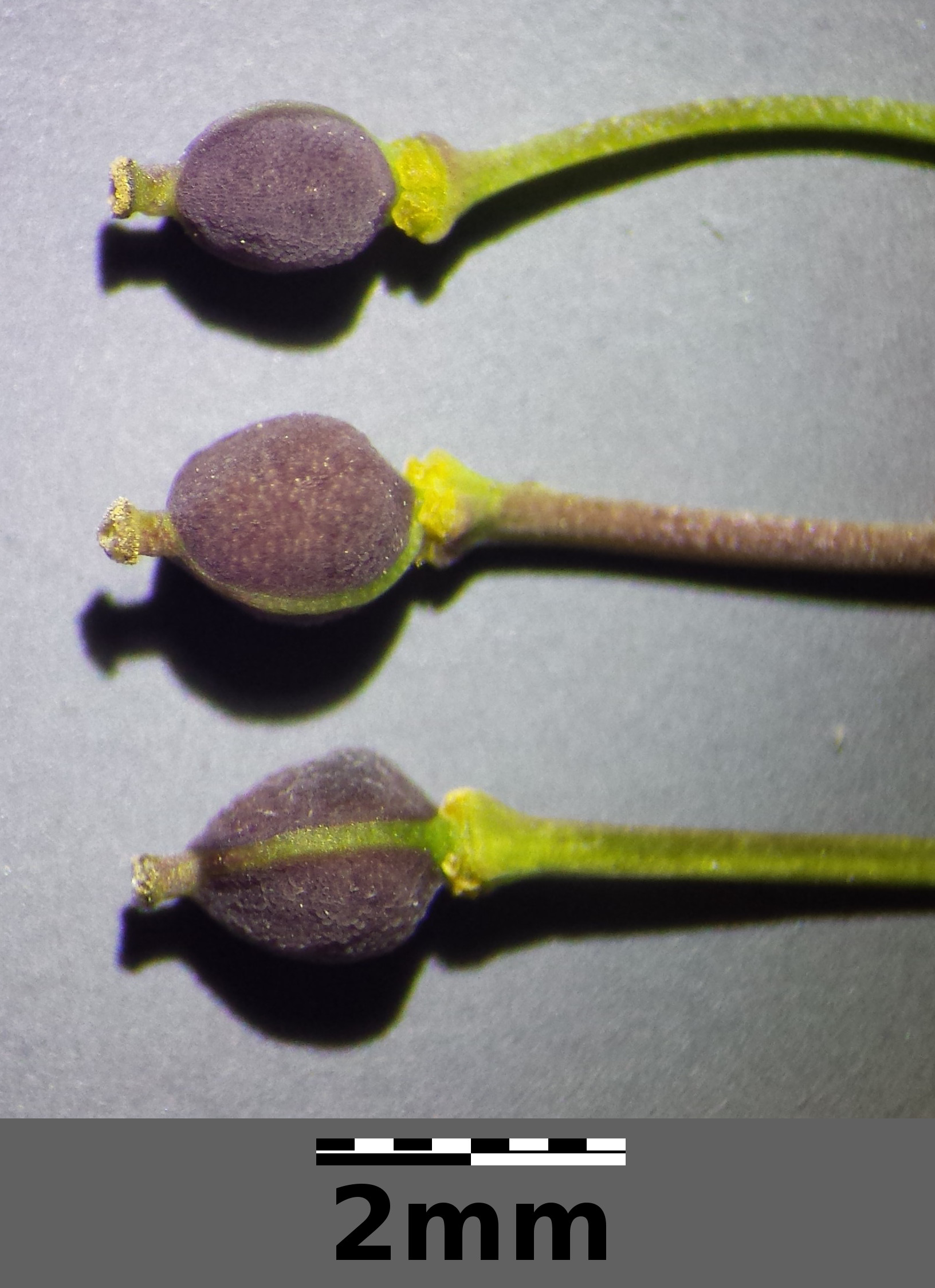
Owoce

ŁodygaWyprostowana, górą rozgałęziona, naga, co najwyżej tylko w dolnej części owłosiona. Wysokość 10–30(40) cm.
LiścieOdziomkowe są ogonkowe,  łopatkowate lub eliptyczne, tępe, całobrzegie lub karbowane. Liście łodygowe znacznie mniejsze i siedzące.
KwiatyDrobne, białe, 4-krotne, zebrane w grona bez przysadek. W kwiatach 8 pręcików, w tym 4 dłuższe pręciki zagięte pod prostym kątem.
OwocNiemal kuliste łuszczynki o długości do 3,5 mm.

## Biologia i ekologia

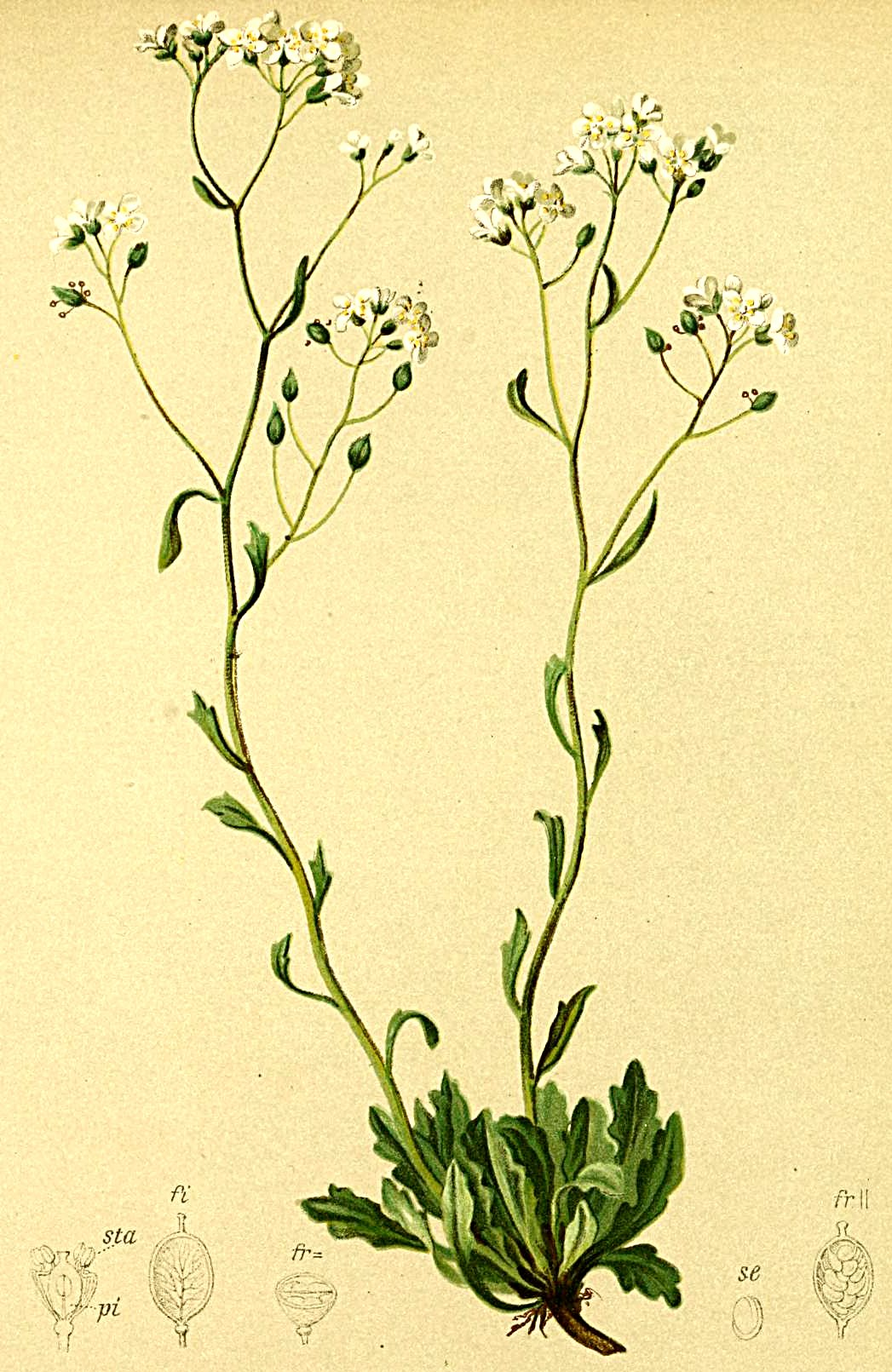
Morfologia

RozwójRoślina dwuletnia,  kwitnie od czerwca do sierpnia.
SiedliskoSzczeliny skalne, płytkie gleby na skałach. Występuje głównie na podłożu wapiennym.
FitosocjologiaGatunek charakterystyczny dla związku (All.) Potentillion caulescentis.

## Systematyka
Gatunek z monotypowego rodzaju warzuszka Kernera Medikus, Pflanzen-Gatt. 77, 95. 22 Apr 1792. Należy do plemienia Kernereae w obrębie rodziny kapustowatych Brassicaceae. W obrębie plemienia jest rodzajem siostrzanym dla rodzaju Rhizobotrya Tausch.